# Klara Angerer
Klara Angerer (* 4. Februar 1965 in Schlinig) ist eine ehemalige italienische Skilangläuferin.

## Werdegang
Angerer trat international erstmals bei den Junioren-Skiweltmeisterschaften 1982 in Murau in Erscheinung. Dort belegte sie den 23. Platz über 5 km und den sechsten Rang mit der Staffel. Im folgenden Jahr kam sie bei den Junioren-Skiweltmeisterschaften in Kuopio auf den 34. Platz über 5 km und auf den sechsten Rang mit der Staffel. In der Saison 1983/84 lief sie bei den Olympischen Winterspielen 1984 in Sarajevo auf den 35. Platz über 10 km, auf den 31. Rang über 5 km und zusammen mit Paola Pozzoni, Manuela Di Centa und Guidina Dal Sasso auf den neunten Platz in der Staffel und bei den Junioren-Skiweltmeisterschaften 1984 in Trondheim auf den 22. Platz über 10 km und auf den sechsten Rang mit der Staffel. Im folgenden Jahr errang sie bei den Junioren-Skiweltmeisterschaften in Täsch den 29. Platz über 10 km und den siebten Platz mit der Staffel und bei den Weltmeisterschaften in Seefeld in Tirol jeweils den 43. Platz über 5 km und 10 km und den neunten Platz mit der Staffel. Bei den Olympischen Winterspielen 1988 in Calgary belegte sie den 24. Platz über 5 km klassisch und den zehnten Rang zusammen mit Guidina Dal Sasso, Elena Desderi und Stefania Belmondo in der Staffel und bei den Weltmeisterschaften 1989 in Lahti den 38. Platz über 15 km klassisch.